# 黃連珠
黃連珠（HWANG Youn-Joo，1986年8月13日—），韓國女子排球運動員，現為韓國國家女子排球隊隊員。

## 簡歷
2012年7月，黃連珠代表韓國出戰英國倫敦舉行的奥林匹克运动会女子排球比賽。